# 検数人
検数人（けんすうにん、tallyman）は、船積貨物の積み込み・陸揚げの際に、貨物の個数や損傷の有無などについて確認する職務（検数）を行う者。チェッカー、タリーマンとも呼ばれる。
船会社や荷役業者・荷主が依頼するもので、引渡側と受取側の双方で検数人（検数業者）を立て、第三者的立場により証明をする。

## 概要
検数事業等に使用される検数人は次の各号のいずれかに該当する者でなければならない。
1. 検数事業等の業務に関して1年以上の実務経験を有する者
2. 別途定める検数事業等の知識技能に関する学科研修及び実務研修を修了した者（海事に関する一般教養10.5時間、検数専門科目3時間、実務研修60日が定められている）
3. 所定の教育訓練機関が行う3ヶ月以上の検数事業等の知識技能に関する研修を修了した者（所定の教育訓練機関には「海事検査人養成協議会」が指定されている）

かつては港湾運送事業法に定めがあり、検数人研修を受講し、認定総合テストに合格したうえ、国土交通省の地方運輸局が備える検数人登録簿に登録を受ける必要があったが、日本の港湾・海運業の競争力強化の為の規制緩和の一環として2005年11月1日に法改正により登録制度は廃止された。また、2006年5月15日から検数事業を行う事業者の事業の許可基準として、一定の知識・技能を有する検数人を最低限15名保有（雇用）しなければならなくなった。

## 過去の研修について

### 受講資格
検数協会に就職することが第一条件である。成年被後見人又は被保佐人、1年以上の懲役又は禁錮刑に処せられ、その執行を終わり又は執行を受けることがなくなった日から1年を経過しない者、不正行為により登録の取り消しを受けた日から1年を経過しない者以外なら受講可能。

### 研修
例年6月ごろに行われる。海事公益法人協議会の下部機関である地区研修委員会（全国10地区）で研修を3ヶ月受講し、認定総合テストを受ける。

### 研修科目
- 貿易一般知識
- 関係法規の知識
- 仕事に関する知識

等々